# Ramicourt
Ramicourt är en kommun i departementet Aisne i regionen Hauts-de-France i norra Frankrike. Kommunen ligger  i kantonen Bohain-en-Vermandois som ligger i arrondissementet Saint-Quentin. År 2022 hade Ramicourt 147 invånare.

## Befolkningsutveckling
Antalet invånare i kommunen Ramicourt
Referens: INSEE